# Шиловичі (Вілейський район)
Шиловичі (біл. вёска Шылоўічы) — село в складі Вілейського району Мінської області, Білорусь. Село підпорядковане Осиповицькій сільській раді, розташоване в північній частині області.